# Hieracium orophilon
Hieracium orophilon es una especie de planta con flor del género Hieracium, de la familia Asteraceae, orden Asterales.

## Distribución
Hieracium orophilon se distribuye por Noruega.

## Taxonomía
Fue descrita científicamente por Elfstr. ex Omang.